# Hof ter Bruggen
Het Hof ter Bruggen is een voormalig kasteel in de tot de Vlaams-Brabantse gemeente Begijnendijk behorende plaats Betekom, gelegen nabij de Werchtersesteenweg.

## Geschiedenis
Er was hier sprake van een omgracht feodaal kasteel met opperhof en neerhof, dat voor het eerst werd vermeld in 1254. Eind 16e eeuw werd het afgebeeld in de Albums van Croÿ. Het kon dan als een buitenhuis (huis van plaisantie) gekarakteriseerd worden.
In 1844 kwam het goed aan graaf Philippe van der Stegen de Schrieck. Omstreeks 1880 werd het kasteel gesloopt. De reden daarvan is niet bekend. Sindsdien is de trapeziumvormige omgrachting min of meer bewaard gebleven. Ook is nog een boogbrug over de Laak aanwezig, welke een boog van baksteen en een boog van ijzerzandsteen bezit. Later is over de brug een betonnen wegdek aangebracht.